# Colico
Colico là một đô thị ở tỉnh Lecco, Lombardia, Italia. Đô thị này nằm ở gần mũi của nhánh phía bắc hồ Como nơi sông Adda chảy vào hồ. Colico có diện tích 35,3 km² và dân số 6.200 người, là thị xã quan trọng nhất ở phía bắc hồ Como,.
Colico là một trung tâm vận tải địa phương với tuyến đường sắt nối với Milano và tàu nối nối với Como và Lecco, cũng như các tuyến đường bộ về phía nam nối với Milano (qua bờ đông của hồ) và các tuyến khác.
Bản mẫu:Lago di Como